# Juneau
Juneau (izgovorjava /ˈdʒuːnoʊ/) je glavno mesto ameriške zvezne države Aljaska in s približno 32.000 prebivalci (po oceni leta 2019) tretje največje mesto te zvezne države (ima le nekaj sto ljudi manj od drugega največjega, Fairbanksa). Stoji pod istoimensko goro ob Aljaškem zalivu Tihega oceana, na jugozahodnem delu (»ročaju«) Aljaske. Na drugi strani preliva Gastineau je plimski otok Douglas z istoimensko sosesko, prej samostojnim mestom, ki je bilo pridruženo mestu Juneau leta 1970 skupaj z nekaterimi ostalimi ozemlji. Združena občina je za občino mesta Sitka druga največja v vseh Združenih državah Amerike, večja denimo od zvezne države Delaware.
Mesto je nastalo med zlato mrzlico, ko sta iskalca zlata Joe Juneau in Richard Harris odšla preverit informacije o zlati žili.  18. oktobra 1880 sta zakoličila rudarsko postojanko, kamor je kmalu prispelo toliko iskalcev, da je nastala vas. To je bilo prvo evropsko naselje po tistem, ko so ZDA Aljasko odkupile od Rusije. Sprva so ga po Harrisu imenovali Harrisburg, konec leta 1881 pa je dobilo sedanje ime. Leta 1900 je postalo glavno mesto zvezne države, vlada se je preselila iz Sitke leta 1906.
Juneau je zaradi težavnega terena v okolici edino glavno mesto zvezne države v celinskih ZDA, ki nima direktne povezave s cestnim omrežjem Severne Amerike. Za oskrbo je odvisno od ladijskih in letalskih povezav. Zvezna uprava zaposluje dve petini delovno aktivnih prebivalcev, gospodarsko pomembne panoge pa so še gozdarstvo, ribištvo in turizem. Kopanje zlata se je končalo med drugo svetovno vojno.